# 昂德希
昂德希（法語：Andechy，法語發音：[ɑ̃d(ə)ʃi]）是法国上法蘭西大區索姆省的一个市镇，属于蒙迪迪耶区。

## 地理
昂德希（49°42'53"N, 2°42'33"E）面积7.77 平方千米，位于法国上法蘭西大區索姆省，该省份为法国北部沿海省份，北起加来海峡省和北部省，西接滨海塞纳省和大西洋英吉利海峡，南至瓦兹省，东临埃纳省。
与昂德希接壤的市镇（或旧市镇、城区）包括：帕尔维莱尔-勒凯努瓦、达姆里、莱谢勒圣欧兰、埃尔什、盖尔比尼、马尔基维莱尔、维莱莱鲁瓦。
昂德希的时区为UTC+01:00、UTC+02:00（夏令时）。

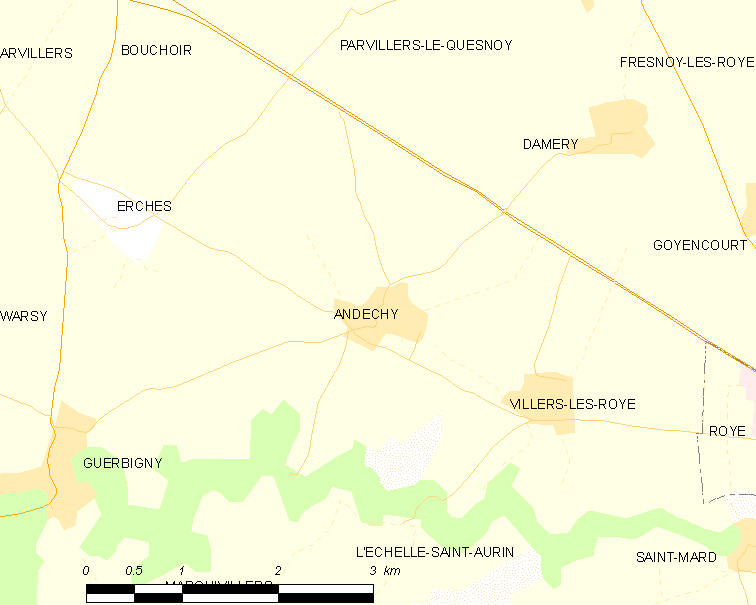
昂德希的OSM定位图

## 行政
昂德希的邮政编码为80700，INSEE市镇编码为80023。

## 政治
昂德希所属的省级选区为鲁瓦县。

## 人口

1962-2008年间昂德希人口变化图示

昂德希于2022年1月1日时的人口数量为285人。